# ラース・フレデリク・ニルソン
ラース・フレデリク・ニルソン(Lars Fredrik Nilson、1840年5月27日-1899年5月14日)は、スウェーデンの化学者である。1879年にスカンジウムを発見した。
ニルソンは、エステルイェートランド地方のフョンバルガ教区生まれた。父のニコラウスは農民であった。一家は、ラースが若い頃にゴットランド島に引っ越した。高校を卒業すると、ニルソンはウプサラ大学に入学し、自然科学を学んだ。彼の化学の才能は、かつてイェンス・ベルセリウスの教え子で化学の教授だったラース・フレデリク・スヴァンベリの興味を引いた。
1874年、ニルソンは化学の助教となり、それ以来より多くの時間を研究に割くようになった。1879年に希土類元素の研究をしている時に、彼はスカンジウムを発見した。この頃、彼はまた様々な金属の原子価の決定を可能にした金属のガス密度の研究も行っていた。
1882年、彼はRoyal Swedish Academy of Agriculture and Forestryの化学研究部門長となった。この頃から、彼の研究は部分的に新しい方向に向かい始めた。例えば、彼は牛乳や様々な飼料植物の研究を行った。
ニルソンは様々な学術団体の会員であり、スウェーデン北極星勲章を含むいくつかの賞を受けた。

## 関連文献
- Nilson, Lars Fredrik (1879). “Sur l'ytterbine, terre nouvelle de M. Marignac”. Comptes Rendus 88:  642–647. English excerpt

- Nilson, Lars Fredrik (1880). “Sur le poids atomique et sur quelques sels caractéristiques du scandium”. Comptes Rendus 91:  118–121. English excerpt

- Pettersson, Otto (1900). “Nilson Memorial Lecture”. Journal of the Chemical Society 77:  1276–1294. doi:10.1039/ct9007701277.

- Weeks, Mary Elvira (1932). “The Discovery of the Elements: XV. Some Elements Predicted by Mendeleeff”. Journal of Chemical Education 9 (9):  1605–1619. doi:10.1021/ed009p1605. - subscription required